# Amaury Pasos
Amaury Antônio Pasos  (São Paulo, 11 de diciembre de 1935-São Paulo, 12 de diciembre de 2024) fue un jugador brasileño de baloncesto. Considerado uno de los mejores jugadores de la historia del baloncesto brasileño, fue miembro desde 2009 del FIBA Hall of Fame a título póstumo. Con cuatro preseas, tiene el récord en número de medallas en mundiales, junto con otros cinco jugadores, los brasileños Ubiratan Pereira Maciel y Wlamir Marques, los yugoslavos Dražen Dalipagić y Krešimir Ćosić y el soviético Serguéi Belov. Ha participado en cinco Mundiales de baloncesto, posee el récord de participaciones junto con varios jugadores.

## Trayectoria
- 1949-1961 Clube de Regatas Tietê
- 1962-1965  Esporte Clube Sírio
- 1966-1973  Corinthians Paulista